# Bergpark Wilhelmshöhe
Bergpark Wilhelmshöhe (dansk: Bjergpark Wilhelmshöhe) i Kassel i den tyske delstat Hessen blev påbegyndt i 1696 efter en ide af landgreve Karl von Hessen-Kassel. Formålet med oprettelsen af parken var at styrke grevskabets Hessen-Kassels enevældige position mod indflydelse fra andre adelshuse i Europa. Parken, som omfatter 240 hektar bakkelandskab, er den største af sin slags i Europa.
Herkulesmonumentet på parkens højeste punkt er 70 meter højt. Derfra løber kunstige vandfald og fontæner nedover bakken. Parken indeholder også den kunstig anlagte ruin Löwenburg og Schloß Wilhelmshöhe som rummer den statslige hessiske kunstsamling.
Parken blev optaget på UNESCOs verdensarvsliste 23. juni 2013.